# Gas South Arena
Gas South Arena (ban đầu được gọi là Gwinnett Civic Center Arena, sau này được gọi là The Arena tại Trung tâm Gwinnett và Infinite Energy Arena) là một nhà thi đấu nằm ở Duluth, Georgia. Nhà thi đấu cách Atlanta khoảng 22 dặm (35 km) về phía đông bắc. Nhà thi đấu là một phần của "Gas South District", nơi cũng bao gồm một trung tâm hội nghị với một hội trường tổ chức sự kiện và một trung tâm biểu diễn nghệ thuật.
Đây là sân nhà của Atlanta Gladiators thuộc ECHL và Georgia Swarm, một câu lạc bộ bóng vợt trong nhà chuyên nghiệp thuộc National Lacrosse League.